# アロマ (インディアナ州)
アロマ（Town of Aroma、アロマ町）は、アメリカ合衆国、インディアナ州のハミルトン郡にある非法人地域。